# AC Allianssi
L'AC Allianssi è stata una società calcistica finlandese con sede a Vantaa. Fondata nel 2002, è stato sciolta per bancarotta nel 2006. Ha vinto la coppa di lega per due volte.

## Storia
Fondato nel 2002, acquisì immediatamente il titolo sportivo dell'Atlantis, che gli consentì la partecipazione alla Veikkausliiga, la massima serie del campionato finlandese di calcio. Affrontò la Veikkausliiga 2002 con buona parte dei giocatori che avevano giocato per l'Atlantis nella stagione precedente, concludendo il campionato al quarto posto. Ciò gli consentì di partecipare alla Coppa Intertoto 2003, torneo in cui superò al primo turno i maltesi dell'Hibernians, quindi i greci dell'Akratitos, per essere infine eliminati al terzo turno dal Perugia. Nel 2003 la squadra si classificò sesta, ma raggiunse la finale di Suomen Cup, venendo sconfitta dopo i tempi supplementari dall'HJK.
Iniziò il 2004 vincendo il primo suo trofeo, la Liigacup, sconfiggendo in finale il Lahti dopo i tiri di rigore. In campionato si mantenne nelle posizioni di vertice, occupando la prima posizione per più giornate, prima di scendere al secondo posto, dove terminò il campionato alle spalle dell'Haka. Nello stesso anno partecipò alla Coppa UEFA, venendo eliminato al primo turno preliminare per mano dei nordirlandesi del Glentoran. Nel 2005 vinse nuovamente la Liigacup, sconfiggendo in finale nuovamente il Lahti e in campionato concluse al settimo posto. Nel Coppa UEFA 2005-2006, invece, riuscì a superare al primo turno i lussemburghesi del Pétange, ma fu estromesso al secondo turno preliminare dai norvegesi del Brann.
Nello stesso 2005, però, finì coinvolto in uno scandalo calcioscommesse: dopo che la partita del 7 luglio 2005 tra l'Allianssi e l'Haka terminò 8-0 per l'Haka, la lega finlandese, avendo notato un anomalo afflusso di scommesse su questa partita, chiese alla polizia di investigare sull'accaduto. Successivamente, emerse una vasta truffa internazionale sulle scommesse e nel 2006 Olivier Suray, allenatore dell'Allianssi nella seconda parte della stagione 2005, confessò alla polizia belga che la partita contro l'Haka era stata truccata, addossando le colpe al proprietario del club, il cinese Ye Zheyun.
Nel gennaio 2006 non venne concessa all'Allianssi la licenza per la partecipazione alla Veikkausliiga e l'11 aprile 2006 il nuovo presidente Erkki Salo annunciò la bancarotta della società.

## Palmarès

### Competizioni nazionali
- Liigacup: 2

2004, 2005

### Altri piazzamenti
- Campionato finlandese:

Secondo posto: 2004
- Suomen Cup:

Finalista: 2003
Semifinalista: 2002

## Statistiche e record

### Statistiche nelle competizioni UEFA
Tabella aggiornata alla fine della stagione 2005-2006.
| Competizione                  | Partecipazioni | G | V | N | P | RF | RS |
| ----------------------------- | -------------- | - | - | - | - | -- | -- |
| Coppa UEFA/UEFA Europa League | 2              | 6 | 1 | 3 | 2 | 7  | 7  |
| Coppa Intertoto               | 1              | 6 | 2 | 2 | 2 | 3  | 5  |